# 禁書発禁 Live@NHKホール 2008.10.3
『禁書発禁 Live@NHKホール 2008.10.3』（きんしょはっきん ライブアットNHKホール - ）は宝野アリカと片倉三起也による日本の音楽ユニット、ALI PROJECTの2枚目のライブDVD。発売元は徳間ジャパンコミュニケーションズ。

## 概要

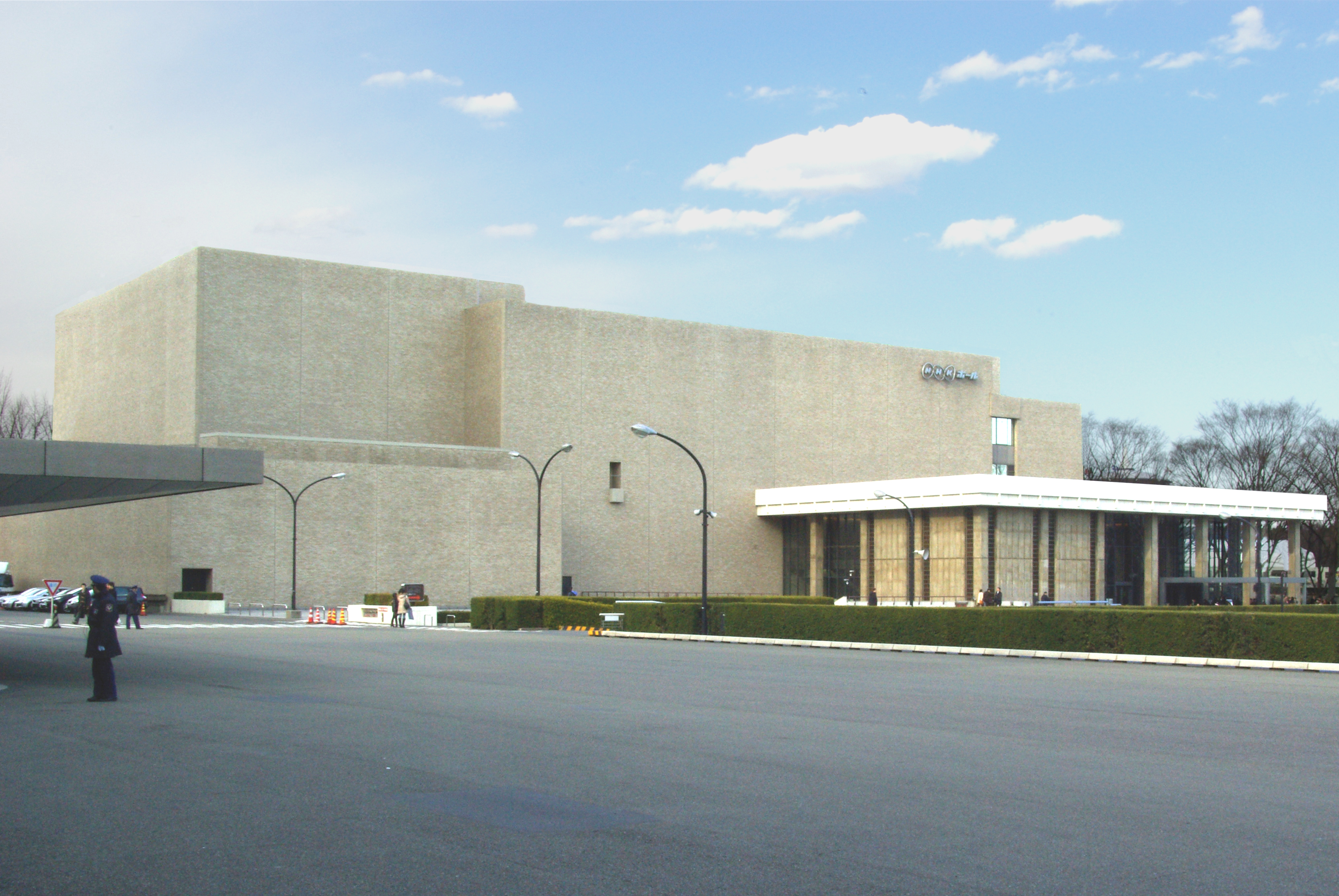
ALI PROJECT「禁書発禁Live」が行われたNHKホール

2008年10月3日に東京・NHKホールで行われた、ALI PROJECT TOUR 2008「禁書発禁」の最終公演の模様が収録されている。ただし、「わが﨟たし悪の華」と「鬼帝の剣」の2曲は先に発売されたALI PROJECTのベストアルバム『桂冠詩人 SINGLE COLLECTION PLUS』の初回限定盤付属DVDに収録されたため、こちらには収録されていない。前作『月光ソワレ』のクラシカルなオーケストラコンサートとは対照的な、本来のALI PROJECTらしいショー要素満載のライブを見ることが出来る。
なお、宝野アリカの意向により、MCの大部分がカットされている。

## 収録曲
1. 神風
ライブ・バージョンは歌詞のラストが異なる。
2. 愛と誠
3. 黙示録前戯
4. 青嵐血風録
5. 勇侠青春謳
6. 禁書
7. 跪いて足をお嘗め
8. 未來のイヴ
9. 眠れる豹
10. 月夜のピエレット
インストゥルメント。
11. 血の断章
12. 麤皮
13. 雪華懺悔心中
14. 北京LOVERS
ライブ・バージョンは間奏にも歌詞が付いている。
15. 聖少女領域
16. ヘテロ失楽園
17. 暗黒サイケデリック
18. 亡國覚醒カタルシス

特典映像：バックステージ映像